# Träsket, Ångermanland
Träsket är en sjö i Nordmalings kommun i Ångermanland och ingår i Leduåns huvudavrinningsområde.